# Juliaca furtiva
Juliaca furtiva är en insektsart som beskrevs av Young 1977. Juliaca furtiva ingår i släktet Juliaca och familjen dvärgstritar. Inga underarter finns listade i Catalogue of Life.